# Mario Gómez
Mario Gómez García (* 10. červenec 1985, Riedlingen) je bývalý německý fotbalový útočník a reprezentant, naposledy hráč německého klubu VfB Stuttgart. Jeho otec je Španěl, matka Němka.
Mimo Německo působil na klubové úrovni v Itálii a Turecku.

## Klubová kariéra

### VfB Stuttgart
Se Stuttgartem se stal v roce 2003 vítězem německé juniorské ligy.

### Bayern Mnichov
V sezóně 2010/11 se stal s 28 góly nejlepším střelcem německé Bundesligy.
24. listopadu 2012 vsítil branku proti Hannoveru 96, čímž přispěl k výraznému vítězství 5:0. 22. února 2013 byl na hřišti při drtivé domácí výhře 6:1 nad Werderem Brémy, v ligovém zápase vstřelil dva góly. Přesto v sezóně 2012/13 nedostával tolik prostoru jako dříve. V létě 2012 prodělal operaci kotníku a měl 3 měsíce vynucenou pauzu. Na hrotu útoku se místo něj začal prosazovat jiný Mario - chorvatský reprezentant Mandžukić, posila z Wolfsburgu. Gómez si musel zvykat na netradiční roli náhradníka. V polovině dubna 2013 nastoupil v 77. minutě do utkání německého poháru právě s Wolfsburgem a během 6 minut nastřílel hattrick. Bayern s momentální super formou vyhrál drtivě 6:1. Mario Gómez prokázal, že neztratil nic ze svých střeleckých schopností. Ve 30. kole německé Bundesligy 20. dubna 2013 se podílel dvěma góly na vysokém vítězství Bayernu 6:1 nad domácím Hannoverem 96. S klubem slavil zisk ligového titulu již 6 kol před koncem soutěže, ve 28. kole německé Bundesligy.
5. prosince 2012 v základní skupině F Ligy mistrů 2012/13 pomohl svým gólem k výhře 4:1 nad BATE Borisov. Bayern oplatil běloruskému soupeři prohru 1:3 z prvního vzájemného zápasu ve skupině. V prvním zápase semifinále 23. dubna 2013 byl u výhry 4:0 nad Barcelonou, která byla dosud poměrně suverénní. Mario odehrál stejně jako jeho spoluhráči velmi dobré utkání a v 50. minutě vstřelil druhý gól svého celku. Bayern si zajistil výbornou pozici do odvety. Do odvety 1. května nezasáhl, místo něj hrál Mandžukić. Bayern zvítězil na Camp Nou 3:0 a suverénním způsobem postoupil do finále proti Borussii Dortmund. S Dortmundem se Bayern střetl ještě před finále Ligy mistrů v domácí lize 4. května 2013, utkání skončilo remízou 1:1 a Gómez jednou skóroval za Bayern. Ve finále DFB-Pokalu 1. června 2013 porazil Bayern VfB Stuttgart 3:2 a získal tak treble (tzn. vyhrál dvě hlavní domácí soutěže plus titul v Lize mistrů resp. PMEZ) jako sedmý evropský klub v historii. Gómez v zápase dvakrát skóroval.

### ACF Fiorentina
Po sezóně 2012/13 jej přestala v Bayernu uspokojovat role náhradníka a v červenci 2013 přestoupil za cca 20 milionů eur do italského klubu ACF Fiorentina, kde podepsal smlouvu až do roku 2017.

### Beşiktaş JK (hostování)
V sezóně 2015/16 hostoval z Fiorentiny v tureckém klubu Beşiktaş JK, v jehož dresu nasázel v 33 zápasech 26 ligových gólů a stal se králem střelců Süper Lig. Zároveň slavil s klubem zisk mistrovského titulu. V červenci 2016 se kvůli nestabilní politické situaci v Turecku rozhodl pro návrat do Fiorentiny.

### VfL Wolfsburg
V létě 2016 se vrátil do německé ligové soutěže ve dresu Wolfsburgu. Gómez se v ročníku 2016/17 uvedl 16 ligovými góly, které Vlkům dodávaly naději na záchranu v první Bundeslize.
V play-off o udržení proti Eintrachtu Braunschweig přispěl jedním gólem k definitivní záchraně a do nového ročníku vkročil už jako kapitán. Během svého působení vstřelil 1000. gól Wolfsburgu v Bundeslize.
Druhý rok ve Wolfsburgu nedokončil, během prosince/ledna totiž zamířil zpátky do Stuttgartu.

### Návrat do Stuttgartu
Ve 32 letech zamířil z Wolfsburgu do Stuttgartu, se kterým podepsal kontrakt do roku 2020.
Ve dresu svého „mateřského“ týmu se opět představil dne 13. ledna 2018 v ligovém zápase s Herthou Berlín. Domácí Stuttgart vyhrál nad hosty 1:0 a i když Gómez nebyl přímým autorem gólu, jeho průnik skončil vlastním gólem soupeřova obránce Niklase Starka.
Na začátku února se trefil venku proti Wolfsburgu a zajistil bod za remízu 1:1.
V únoru proti Augsburgu vstřelil v první půli svůj druhý gól u výhry 1:0, čímž VfB přiklonil cenné tři body.
V předposledním 33. kole dvěma góly zařídil výhru 2:0 v domácím prostředí a poprvé od roku 2009 tak góly oslavil na stuttgartském stadionu.

## Reprezentační kariéra
Gómez má španělské i německé občanství, reprezentuje Německo od svých 17 let. Zúčastnil se EURA 2008 ve Švýcarsku a Rakousku, EURA 2012 v Polsku a na Ukrajině, EURA 2016 ve Francii a Mistrovství světa 2010 v Jihoafrické republice.
Na EURU 2012 konaném v Polsku a na Ukrajině Německo vypadlo v semifinále s Itálií po prohře 1:2. Se třemi vstřelenými brankami byl Gómez v šestici nejlepších střelců šampionátu (mimo něj ještě Mario Balotelli, Mario Mandžukić, Cristiano Ronaldo, Alan Dzagojev, Fernando Torres).

## Individuální úspěchy
- 1× Fotbalista roku (Německo) (2007)[20][21]
- Držitel nejdražšího transferu v rámci Bundesligy [kdy?]
- Nejlepší střelec německé Bundesligy 2010/11 (28 gólů)
- Nejlepší střelec turecké Süper Lig 2015/16 (26 gólů)